# Ægissíðufoss
Der Ægissíðufoss ist ein Wasserfall im Süden von Island.
Er liegt 1,5 km südlich von Hella an der Ringstraße und ist über den Þykkvabæjarvegur  zu erreichen. Die Ytri-Rangá stürzt in einem weiten Bogen um 3 Meter in die Tiefe um weiter südlich mit der Þverá zusammen als Hólsá in den Atlantik zu münden.